# Großsteingräber bei Gerswalde
Die Großsteingräber bei Gerswalde waren mehrere megalithische Grabanlagen unbekannter Zahl der jungsteinzeitlichen Trichterbecherkultur bei Gerswalde im Landkreis Uckermark (Brandenburg). Sie wurden im 18. Jahrhundert zerstört.

## Lage
Die Lage der Gräber wird von Johann Christoph Bekmann nur mit auf dem „Gerswaldischen felde“ angegeben.

## Beschreibung
Von den Gräbern waren bereits im frühen 18. Jahrhundert nur noch Reste vorhanden, die wohl wenig später restlos beseitigt wurden. Nach Bekmann lagen „eine grosse, menge theils auch grosse steine, bald hier und da einzeln, bald auch in ziemlicher anzahl in einer gegend beieinander“. Die von Ewald Schuldt angenommene und von Hans-Jürgen Beier übernommene Zahl von zwei Gräbern gibt dieser Text nicht her. Auch über Maße, Ausrichtung und Typ der Anlagen liegen keine Informationen vor.